# 菊屋幸三郎

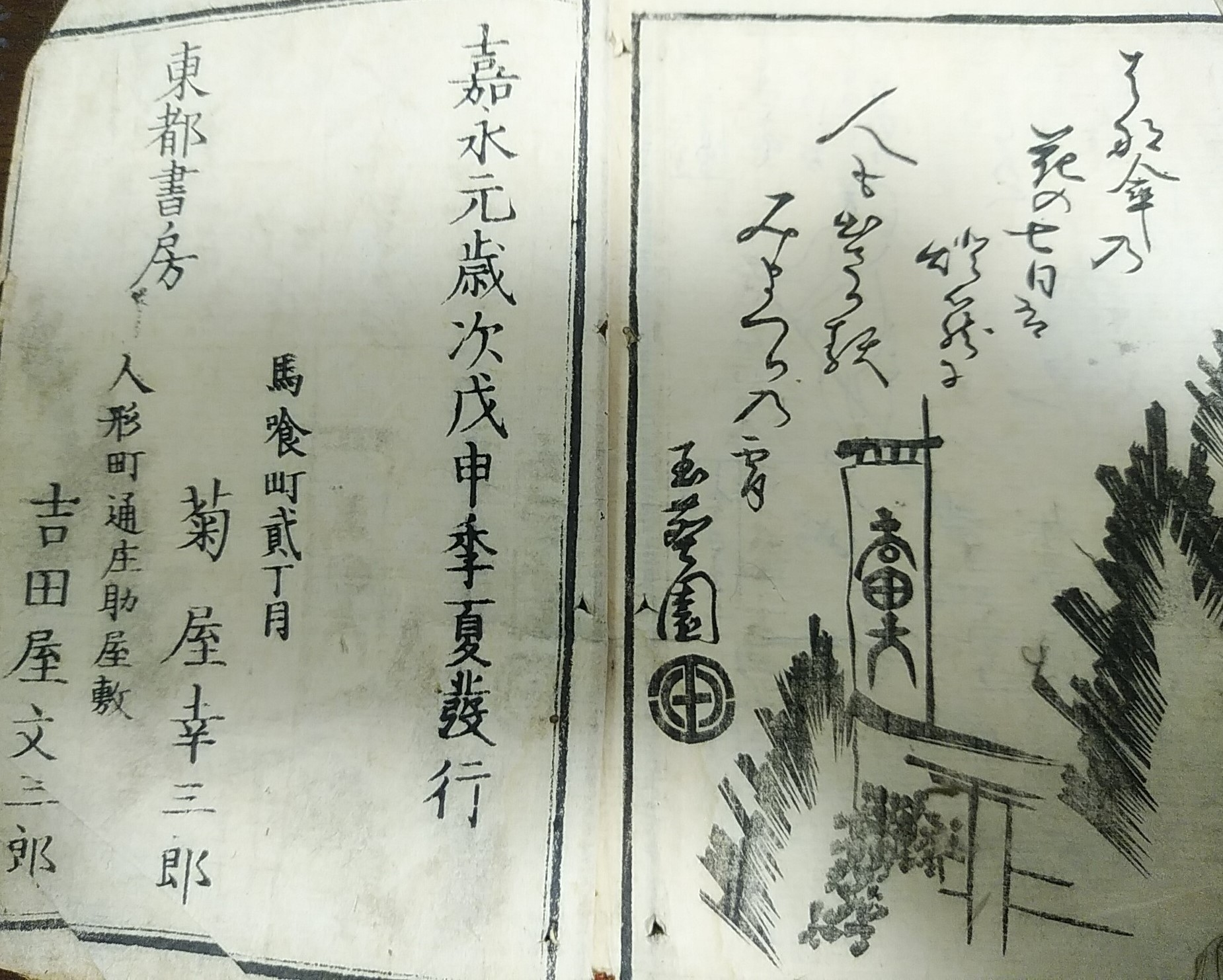
嘉永元年（1848年）発行地口絵集の奥付

菊屋 幸三郎（きくや こうざぶろう、生没年不詳）とは江戸時代から明治時代にかけての江戸の地本問屋。

## 来歴
金幸堂と号す。菊池氏。菊屋市兵衛と兄弟か。文化から明治期に江戸の馬喰町2丁目喜兵衛店、後に馬喰町4丁目清助店で地本問屋を営業している。歌川広重の絵本、3代目歌川豊国の作品を出版している。

## 作品
- 歌川広重 『絵本江戸土産』計10編 絵本 菊屋市兵衛版か 嘉永3年（1850年）から慶応3年（1867年）
- 3代目歌川豊国 『大悲妙智達磨軸』 絵本 藤本吐蚊作 嘉永4年（1851年）
- 3代目歌川豊国 『書画選競』1冊 畑銀鶏編